# Luxemburgs voetbalelftal in 2012
Het Luxemburgs voetbalelftal speelde in totaal acht interlands in het jaar 2012, waaronder vier wedstrijden in de kwalificatiereeks voor de WK-eindronde 2014 in Brazilië. De ploeg stond voor het tweede jaar op rij onder leiding van oud-international Luc Holtz, die in 2010 was aangetreden als opvolger van Guy Hellers. Op de FIFA-wereldranglijst zakte Luxemburg in 2012 van de 127ste (januari 2012) naar de 148ste plaats (december 2012). Vijf spelers kwamen in 2012 in alle acht duels in actie: Jonathan Joubert, Mario Mutsch, Gilles Bettmer, Daniel Alves da Mota en Maurice Deville.

## Balans
| Wedstrijden | Wedstrijden | Wedstrijden | Wedstrijden | Doelpunten | Doelpunten | Doelpunten | Punten |
| Gespeeld    | Winst       | Gelijk      | Verlies     | Voor       | Tegen      | Saldo      | Punten |
| ----------- | ----------- | ----------- | ----------- | ---------- | ---------- | ---------- | ------ |
| 8           | 1           | 1           | 6           | 6          | 19         | –13        | 0.375  |

## Interlands
|                                                                  |                                         |       |                   |                                                                                       |
| 29 februari Vriendschappelijk № 522 «onderlinge duels» 18:00 uur | Luxemburg                               | 2 – 1 | Macedonië         | Stade Josy Barthel, Luxemburg Toeschouwers: 787 Scheidsrechter: Raymond Crangle (NIR) |
| 29 februari Vriendschappelijk № 522 «onderlinge duels» 18:00 uur | Maurice Deville 56' Maurice Deville 90' |       | 25' Ferhan Hasani | Stade Josy Barthel, Luxemburg Toeschouwers: 787 Scheidsrechter: Raymond Crangle (NIR) |

|                                             |        |          |           |  |
| 29 mei Vriendschappelijk «onderlinge duels» | Italië | afgelast | Luxemburg |  |
| 29 mei Vriendschappelijk «onderlinge duels» |        |          |           |  |

|                                                             |           |                                       |       |                                                                                        |
| 2 juni Vriendschappelijk № 523 «onderlinge duels» 17:00 uur | Luxemburg | 0 – 2                                 | Malta | Stade Josy Barthel, Luxemburg Toeschouwers: 1.054 Scheidsrechter: Markus Hameter (AUT) |
| 2 juni Vriendschappelijk № 523 «onderlinge duels» 17:00 uur |           | 10' Michael Mifsud 79' Michael Mifsud |       | Stade Josy Barthel, Luxemburg Toeschouwers: 1.054 Scheidsrechter: Markus Hameter (AUT) |

|                                                                  |                             |       |                                                   |                                                                                  |
| 15 augustus Vriendschappelijk № 524 «onderlinge duels» 20:00 uur | Luxemburg                   | 1 – 2 | Georgië                                           | Stade Municipal, Obercorn Toeschouwers: 700 Scheidsrechter: Clement Turpin (FRA) |
| 15 augustus Vriendschappelijk № 524 «onderlinge duels» 20:00 uur | Aurélien Joachim 84' (pen.) |       | 2' Levan Mtsjedlidze 32' Aleksandr Amisoelasjvili | Stade Municipal, Obercorn Toeschouwers: 700 Scheidsrechter: Clement Turpin (FRA) |

|                                                                        |                          |       |                                          |                                                                                       |
| 7 september WK-kwalificatie Groep F № 525 «onderlinge duels» 19:45 uur | Luxemburg                | 1 – 2 | Portugal                                 | Stade Josy Barthel, Luxemburg Toeschouwers: 1.500 Scheidsrechter: Kristo Tohver (EST) |
| 7 september WK-kwalificatie Groep F № 525 «onderlinge duels» 19:45 uur | Daniel Alves da Mota 14' |       | 27' Cristiano Ronaldo 54' Hélder Postiga | Stade Josy Barthel, Luxemburg Toeschouwers: 1.500 Scheidsrechter: Kristo Tohver (EST) |

|                                                                         |                 |       |                          |                                                                                 |
| 11 september WK-kwalificatie Groep F № 526 «onderlinge duels» 19:45 uur | Noord-Ierland   | 1 – 1 | Luxemburg                | Windsor Park, Belfast Toeschouwers: 11.430 Scheidsrechter: Vlado Glođović (SRB) |
| 11 september WK-kwalificatie Groep F № 526 «onderlinge duels» 19:45 uur | Dean Shiels 14' |       | 87' Daniel Alves da Mota | Windsor Park, Belfast Toeschouwers: 11.430 Scheidsrechter: Vlado Glođović (SRB) |

|                                                                       |           | |        |                                                                                          |
| 12 oktober WK-kwalificatie Groep F № 527 «onderlinge duels» 20:00 uur | Luxemburg | 0 – 6                                                                                                 | Israël | Stade Josy Barthel, Luxemburg Toeschouwers: 2.631 Scheidsrechter: Leontios Trattos (CYP) |
| 12 oktober WK-kwalificatie Groep F № 527 «onderlinge duels» 20:00 uur |           | 4' Mahran Radi 12' Eden Ben Basat 27' Tomer Hemed 60' Maor Melikson 73' Tomer Hemed 90+1' Tomer Hemed |        | Stade Josy Barthel, Luxemburg Toeschouwers: 2.631 Scheidsrechter: Leontios Trattos (CYP) |

|                                                                       |                                                    |       |           |                                                                                        |
| 16 oktober WK-kwalificatie Groep F № 528 «onderlinge duels» 20:30 uur | Israël                                             | 3 – 0 | Luxemburg | Nationaal Stadion, Ramat Gan Toeschouwers: 15.000 Scheidsrechter: Harald Lechner (AUT) |
| 16 oktober WK-kwalificatie Groep F № 528 «onderlinge duels» 20:30 uur | Tomer Hemed 14' Eden Ben Basat 36' Tomer Hemed 48' |       |           | Nationaal Stadion, Ramat Gan Toeschouwers: 15.000 Scheidsrechter: Harald Lechner (AUT) |

|                                                                  |                 |       |                                     |                                                                                          |
| 14 november Vriendschappelijk № 529 «onderlinge duels» 18:00 uur | Luxemburg       | 1 – 2 | Schotland                           | Stade Josy Barthel, Luxemburg Toeschouwers: 2.521 Scheidsrechter: Cyril Zimmermann (SUI) |
| 14 november Vriendschappelijk № 529 «onderlinge duels» 18:00 uur | Lars Gerson 47' |       | 11' Jordan Rhodes 23' Jordan Rhodes | Stade Josy Barthel, Luxemburg Toeschouwers: 2.521 Scheidsrechter: Cyril Zimmermann (SUI) |

## FIFA-wereldranglijst
| JAN | FEB | MAR | APR | MEI | JUN | JUL | AUG | SEP | OKT | NOV | DEC |
| --- | --- | --- | --- | --- | --- | --- | --- | --- | --- | --- | --- |
| 127 | 133 | 127 | 119 | 119 | 121 | 110 | 110 | 106 | 142 | 144 | 148 |

## Statistieken
| Jonathan Joubert  | 1979-09-12 | F91 Dudelange      | 8 | 0 | 0 | 58 | 0 |
| Verdediging       |            |                    |   |   |   |    |   |
| Guy Blaise        | 1980-12-12 | Excelsior Virton   | 7 | 0 | 0 | 29 | 0 |
| Tom Schnell       | 1985-10-08 | CS Fola Esch       | 7 | 0 | 0 | 33 | 0 |
| Mathias Jänisch   | 1990-08-27 | FC Differdange 03  | 5 | 2 | 0 | 24 | 0 |
| Ante Bukvić       | 1987-11-14 | FC Differdange 03  | 4 | 1 | 0 | 9  | 0 |
| Chris Philipps    | 1994-03-08 | FC Metz B          | 5 | 0 | 0 | 5  | 0 |
| Eric Hoffmann     | 1984-06-21 | Jeunesse Esch      | 2 | 4 | 0 | 82 | 0 |
| Tom Laterza       | 1992-05-09 | CS Fola Esch       | 1 | 4 | 0 | 19 | 0 |
| Middenveld        |            |                    |   |   |   |    |   |
| Mario Mutsch      | 1984-09-03 | FC St. Gallen      | 8 | 0 | 0 | 62 | 1 |
| Gilles Bettmer    | 1989-03-31 | FC Differdange 03  | 7 | 1 | 0 | 56 | 1 |
| Lars Krogh Gerson | 1990-02-05 | IFK Norrköping     | 7 | 0 | 1 | 26 | 2 |
| Ben Payal         | 1988-09-08 | F91 Dudelange      | 7 | 0 | 0 | 52 | 0 |
| Charles Leweck    | 1983-07-19 | Etzella Ettelbruck | 4 | 2 | 0 | 38 | 0 |
| René Peters       | 1981-06-15 | FC RM Hamm Benfica | 3 | 1 | 0 | 88 | 3 |
| Laurent Jans      | 1992-08-05 | CS Fola Esch       | 1 | 0 | 0 | 1  | 0 |
| Joël Pedro        | 1992-04-10 | F91 Dudelange      | 0 | 1 | 0 | 8  | 0 |
| Aanval            |            |                    |   |   |   |    |   |
| Aurélien Joachim  | 1986-08-10 | Willem II          | 7 | 0 | 1 | 38 | 3 |
| Daniel da Mota    | 1985-09-11 | F91 Dudelange      | 4 | 4 | 2 | 43 | 4 |
| Maurice Deville   | 1992-07-31 | SV Elversberg      | 1 | 7 | 2 | 9  | 1 |
| Stefano Bensi     | 1988-08-11 | F91 Dudelange      | 1 | 3 | 0 | 11 | 0 |
| Dan Collette      | 1985-04-02 | Jeunesse Esch      | 1 | 0 | 0 | 31 | 0 |
| David Turpel      | 1992-10-19 | Etzella Ettelbruck | 0 | 1 | 0 | 1  | 0 |

FLF · A-internationals · Bondscoaches · Statistieken · Luxemburgs vrouwenelftal · Luxemburg U21 · Luxemburg U19 · Luxemburg U18 · Luxemburg U17 · Luxemburg U16
1911 – 1919 ·
1920 – 1929 ·
1930 – 1939 ·
1940 – 1949 ·
1950 – 1959 ·
1960 – 1969 ·
1970 – 1979 ·
1980 – 1989 ·
1990 – 1999 ·
2000 – 2009 ·
2010 – 2019 ·
2020 − 2029
OS 1920 · 
OS 1924 · 
OS 1928 · 
OS 1936 · 
OS 1948 · 
OS 1952
1911 · 
1912 · 
1913 · 
1914 · 
1915 · 1916 · 1917 · 1918 · 1919 · 
1920 · 
1921 · 1922 · 1923 · 
1924 · 
1925 · 1926 · 
1927 · 
1928 · 
1929 · 1930 · 1931 · 1932 · 1933 · 
1934 · 
1935 · 
1936 · 
1937 · 
1938 · 
1939 · 
1940 · 
1941 · 1942 · 1943 · 1944 · 
1945 · 
1946 · 
1947 · 
1948 · 
1949 · 
1950 · 
1952 · 
1952 · 
1953 · 
1954 · 
1955 · 
1956 · 
1957 · 
1958 · 
1959 · 
1960 · 
1961 · 
1962 · 
1963 · 
1964 · 
1965 · 
1966 · 
1967 · 
1968 · 
1969 · 
1970 · 
1971 · 
1972 · 
1973 · 
1974 · 
1975 · 
1976 · 
1977 · 
1978 · 
1979 · 
1980 · 
1981 · 
1982 · 
1983 · 
1984 · 
1985 · 
1986 · 
1987 · 
1988 · 
1989 · 
1990 · 
1991 · 
1992 · 
1993 · 
1994 · 
1995 · 
1996 · 
1997 · 
1998 · 
1999 · 
2000 · 
2001 · 
2002 · 
2003 · 
2004 · 
2005 · 
2006 · 
2007 · 
2008 · 
2009 · 
2010 · 
2011 · 
2012 · 
2013 · 
2014 · 
2015 ·
2016 ·
2017 ·
2018 ·
2019 ·
2020 ·
2021
Afghanistan ·
Albanië ·
Algerije ·
Armenië ·
Azerbeidzjan ·
België ·
Bosnië en Herzegovina ·
Brazilië ·
Bulgarije ·
Canada ·
Cyprus ·
DDR ·
Denemarken ·
(West-)Duitsland ·
Egypte ·
Engeland ·
Estland ·
Faeröer ·
Finland ·
Frankrijk ·
Gambia ·
Georgië ·
Griekenland ·
Hongarije ·
Ierland ·
IJsland ·
Israël ·
Italië ·
Japan ·
Joegoslavië ·
Kaapverdië ·
Kameroen ·
Kazachstan ·
Letland ·
Liechtenstein ·
Litouwen ·
Madagaskar ·
Malta ·
Marokko ·
Mexico ·
Moldavië ·
Montenegro ·
Myanmar ·
Nederland ·
Nigeria ·
Noord-Ierland ·
Noord-Macedonië ·
Noorwegen ·
Oekraïne ·
Oostenrijk ·
Polen ·
Portugal ·
Qatar ·
Roemenië ·
Rusland ·
San Marino ·
Saoedi-Arabië ·
Schotland ·
Senegal ·
Servië ·
Servië en Montenegro ·
Slovenië ·
Slowakije ·
Sovjet-Unie ·
Spanje ·
Thailand ·
Togo ·
Tsjechië ·
Tsjecho-Slowakije ·
Turkije ·
Uruguay ·
Verenigde Staten ·
Wales ·
Wit-Rusland ·
Zuid-Korea ·
Zweden ·
Zwitserland